# Batalha do Rio Terek
O Batalha do Rio Terek foi a última grande batalha do Guerra Tokhtamysh-Timur. Teve lugar em 14 de abril de 1395, no Rio Terek, Cáucaso Do Norte. O resultado foi uma vitória de Timur.

## Batalha
A Cavalaria de Toquetamis atacou o flanco direito e o centro do exército de Tamerlão. Em vez de forçar o exército de Tarmelão a recuar, alguns do exército Canato da Horda Dourada passaram para o lado de Tarmelão. Tarmelão, junto com os emires desertados, derrotou o flanco esquerdo do exército de Toquetamis, forçando seu exército a uma derrota. O exército vitorioso de Timur dispersou o exército de Toquetamis.

## Depois
Enquanto perseguia Toquetamis, Tarmerlão aniquilou as cidades de Astracã, Sarai, e Azov.